# Бросай
«Бросай» — песня, написанная Викторией Которовой. Спродюсированная Геннадием Лагутиным и Андреем Тимониным, композиция была записана украинской певицей Ёлкой, для её четвёртого студийного альбома «Точки расставлены» (2011).

## Предыстория
«Бросай» написала Виктория Которова, певица и автор песен, соавтор песен МакSим. Ещё до издания альбома, в марте 2011 года, песня появилась в интернете. На сайте Music.itop.net отмечали, что работа оказалась с более глубоким и философским смыслом, чем предыдущая композиция «Прованс». Впоследствии, песня вошла в альбом «Точки расставлены».

## Музыка и текст песни
«Бросай» — это поп-роковая песня, с влиянием современного R&B. В композиции исполнительница представила экспериментальный R&B, который получился «ближе всего к звучанию ранних записей Ёлки». В песне присутствует цитата из «Bitter Sweet Symphony» группы The Verve. Александр Ковальчук в издании «Вголос» сопоставил композицию с песней «How You Remind Me» группы Nickelback.

## Реакция критики
В целом, песня получила положительные отзывы от критиков, музыкальных журналистов и программных директоров радиостанций, заняв девятое место в «Экспертном чарте» портала «Красная звезда», за август 2011 года. Композиция получила положительную оценку на сайте «МирМэджи», где ей поставили пять баллов из пяти, но отмечали: «Песня „Бросай“ сильно отличается от „Прованса“ и не быть ей хитом уже хотя бы поэтому». Евгений Масаков из PopMix.ru в обзоре нижегородского концерта Ёлки писал, что «Бросай» «каким-то чудом» появилась на новом альбоме певицы: «Потенциала этой песни явно хватило бы на то, чтобы стать полноценным хитом, однако в российском радиоэфире такие треки обычно чувствуют себя неуютно. Поэтому их, как отметила сама Ёлка, „незаслуженно задвигают“ на задний план», — отмечал автор.

## Музыкальное видео
2 ноября на YouTube был представлен видеоклип на песню, снятый для рекламы концерта певицы в Москве. Клип выполнен в нестандартной манере и состоит из танцевальных этюдов, которые исполнили танцоры певицы. Режиссёром видео стала Таня Раш. В издании «Новый взгляд» писали, что изначально видео было задумано, как проморолик к выходу альбома «Точки расставлены» и как видеоприглашение на его презентацию: «Идея ролика возникла в ходе обсуждения с креативной группой Loonyband концертного выступления певицы — оформления сцены, ярких экранов и танцевальных номеров». По задумке режиссёра видео Тани Раш и Кати Решетниковой (постановщик Loonyband), танцоры к видеоклипе представлены в ролях обычных людей — продавщиц, официантов, прохожих. В самых обыденных местах они начинают танцевать, приводя в замешательство окружающих. Съёмки заняли один день и проходили в бутике PaulSmithю, «Гастрономе № 1», BoscoCafé и в галереях ГУМа.
Гликен Баум в Apelzin.ru писал, что видео получилось совершенно необычным для российского мейнстрима. На Weburg.net отмечали, что видео было снято исключительно для рекламы нового альбома и синглом песня не стала. После выпуска проморолика, менеджменту певицы стали поступать звонки от редакторов музыкальных каналов с вопросом — «почему им не дают для ротации новый клип Ёлки?». В итоге, ролик решили превратить в клип. Для него были отсняты новые сцены с Ёлкой, а сам сюжет остался неизменным. «В этом клипе есть красота танцующего тела, красота движения. Танцем можно сказать всё, что угодно! Мы доказали это в нашем видео», — рассказывала певица. Релиз новой версии клипа состоялся 15 марта на канале Ello (YouTube).

## Участники записи
- Ёлка — вокал
- Виктория Которова — автор музыки и слов
- Геннадий Лагутин — аранжировка
- Андрей Тимонин — аранжировка
- Р. Бойм — сведение
- Б. Ионов — барабаны
- В. Ванцов — гитара
- Семёнова Е. — бас

## Чарты
| Страна/территория (Чарт)        | Высшая позиция |
| ------------------------------- | -------------- |
| Красная звезда. Сводный чарт    | 14             |
| Красная звезда. Народный чарт   | 63             |
| Красная звезда. Экспертный чарт | 5              |
| Красная звезда. Чарт продаж     | 7              |
| Красная звезда. Видеочарт       | 3              |